# USS LST-44
O USS LST-44 foi um navio de guerra norte-americano da classe LST que operou durante a Segunda Guerra Mundial.